# Nulová šance (seriál)
Nulová šance (v anglickém originále Mission: Impossible) je americký akční televizní seriál, jehož autorem je Bruce Geller. Vysílán byl v letech 1988–1990 na stanici ABC. Celkem vzniklo 35 dílů rozdělených do dvou řad. Jedná se o pokračování seriálu Mission: Impossible z let 1966–1973.
V Česku byl seriál vysílán od 10. listopadu 1995 do 5. července 1996 na TV Nova.

## Příběh
Patnáct let po skončení seriálu Mission: Impossible je Jim Phelps, bývalý vedoucí tajné vládní jednotky Impossible Missions Force (IMF), jíž jsou přidělovány nejsložitější úkoly, ve výslužbě. Jeho chráněnec a následovník ve vedení IMF je ale zavražděn, takže se Phelps rozhodne vrátit a s novým týmem začne pátrat po jeho vrahovi.

## Obsazení
- Peter Graves (český dabing: Bohumil Švarc) jako Jim Phelps
- Thaao Penghlis (český dabing: Antonín Navrátil) jako Nicholas Black
- Tony Hamilton (český dabing: Libor Hruška) jako Max Harte
- Phil Morris (český dabing: Bohdan Tůma) jako Grant Collier
- Terry Markwell (český dabing: Zuzana Schulzová) jako Casey Randallová (1. řada)
- Jane Badler (český dabing: Jana Mařasová) jako Shannon Reedová

## Vysílání
| Řada | Díly | Premiéra v USA | Premiéra v USA | Premiéra v ČR      | Premiéra v ČR    |
| Řada | Díly | První díl      | Poslední díl   | První díl          | Poslední díl     |
| ---- | ---- | -------------- | -------------- | ------------------ | ---------------- |
| 1    | 19   | 23. října 1988 | 6. května 1989 | 10. listopadu 1995 | 15. března 1996  |
| 2    | 16   | 21. září 1989  | 24. února 1990 | 22. března 1996    | 5. července 1996 |